# Polyrhachis diaphanta
Polyrhachis diaphanta är en myrart som beskrevs av Smith 1861. Polyrhachis diaphanta ingår i släktet Polyrhachis och familjen myror. Inga underarter finns listade i Catalogue of Life.